# 喬傑立娛樂

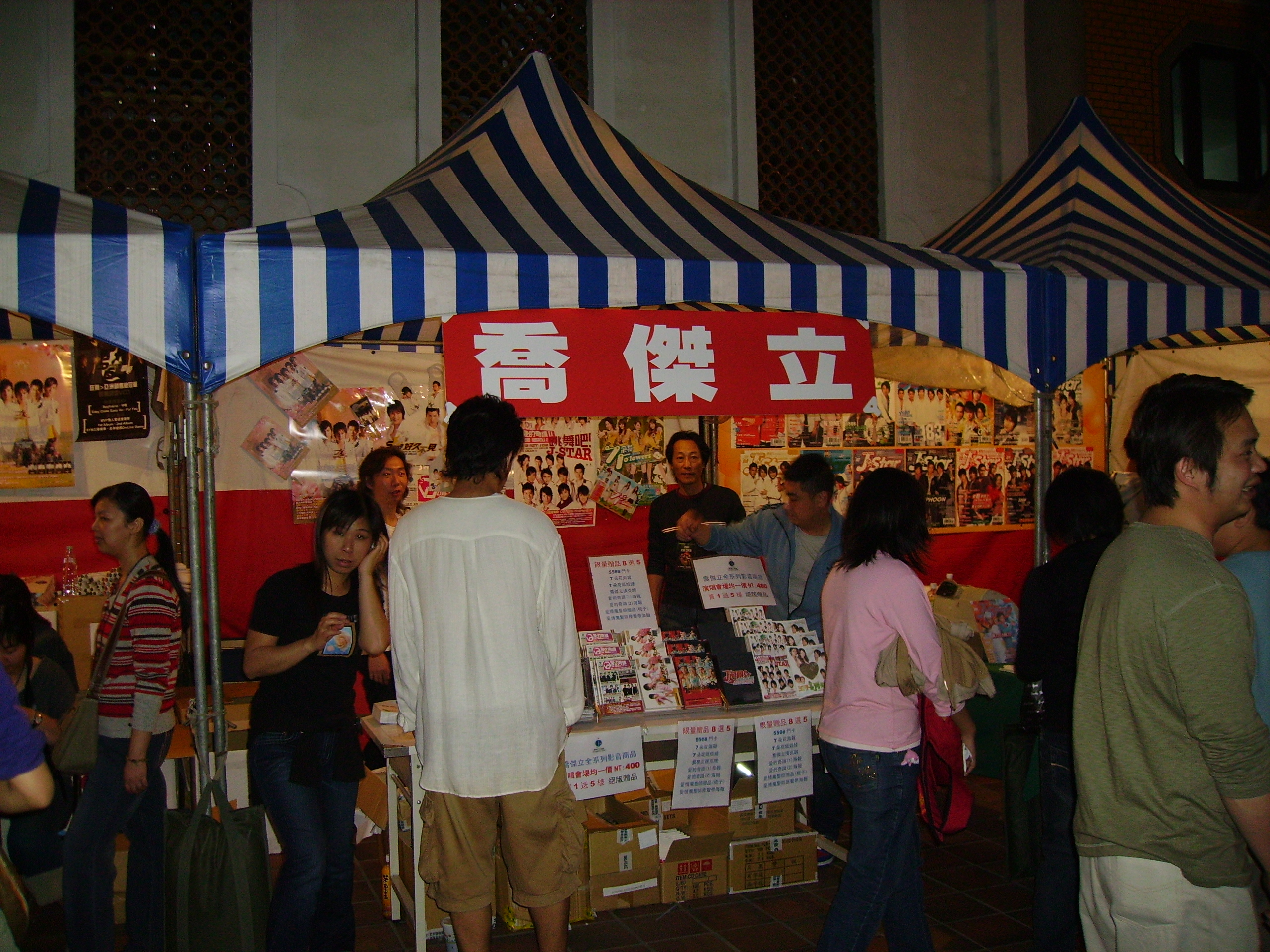
喬傑立的造勢活動

喬傑立經紀事業股份有限公司（英語：Jungiery Star Office），簡稱喬傑立娛樂，是一家台灣的演藝經紀公司，由孫德榮于2000年12月創立，其前身為威聚國際。喬傑立原為三立電視的子公司，經過發展，曾開創出「喬傑立、傑生、傑出、傑立」等四大娛樂經紀品牌，及培養出許多新人。此外，喬傑立于2005年1月推出喬傑立藝人情報誌《J-Star傑報》（每月20號出版，原是月刊，後改為不定期刊或特別號刊）及成立J-Star明星棒球隊（現為Sun Star）。
2016年4月14日，孫德榮宣布，將原喬傑立娛樂及威聚國際旗下歌手音樂版權交由前喬傑立旗下男子團體5566成員彭康育（小刀）創辦的量能翼星管理。目前將喬傑立娛樂之錄音、視聽著作權授權給力加太陽動力文化傳播（北京）有限公司。
2021年1月，孫德榮宣布重新開設經紀部門，Gino重返喬傑立成為首位簽約藝人。

## 旗下藝人

### 男藝人
| 男藝人 | 男藝人 | 男藝人 |
| ------ | ------ | ------ |
| Gino   | 凱文羊 |        |

## 已解約組合以及藝人

### 團體

#### 5566
- 活躍時間為2002年~現今，喬傑立旗下事業發展最傑出男子團體，也是目前唯一仍活躍於演藝圈發展的團體。

| 藝名   | 本名   | 位置            | 現況 |
| 孫協志 | 孫協志 | 隊長、主唱      | 2010年12月獨資創立不動心娛樂事業有限公司，2012年1月開始運作。                                              |
| 王仁甫 | 王仁甫 | 副隊長、主唱    | 與妻子季芹在宜蘭經營民宿，目前是樂心娛樂工作室旗下的藝人                                                   |
| 許孟哲 | 許孟哲 | rapper          | 轉投麥谷娛樂，目前於晴空鳥娛樂有限公司旗下藝人。 妻子為藝人趙孟姿，育有一女一子                            |
| 王少偉 | 王少偉 | 同為183club成員 | 2010年轉投哈雯經紀，2013年初與哈雯經紀公司合約到期。 2013至今為自由藝人，於2017年起不參與團體活動。        |
| 小 刀  | 彭康育 | 領舞            | 因脊椎舊傷復發於2003年退出，但仍支領唱片版稅。2005年創立大國翼星娛樂，職務為執行長。同時為量能文創執行長。 |

#### R&B
- 短暫活躍於2003年～2004年

| 藝名  | 本名   | 位置                    | 現況                                                                                             |
| 阿 傑 | 林致傑 | 班長兼才藝股長          |                                                                                                  |
| 孟 儒 | 江孟儒 | 副班長                  |                                                                                                  |
| 小 緯 | 王創緯 | 康樂股長                | 現為璿創攝影公司負責人。雜誌，廣告，商業平面攝影師。曾獲2013年美國IPA，法國PX3，英國LICC攝影獎。 |
| 佳 峰 | 李佳峰 | 衛生股長                |                                                                                                  |
| 仔 仔 | 周靂岑 | 公關股長 同為七朵花成員 |                                                                                                  |
| 懷 恩 | 吳邦崴 | 總務股長                |                                                                                                  |
| 小 喬 | 趙小僑 | 財務股長 同為七朵花成員 |                                                                                                  |

#### K ONE
- 活躍於2003年～2007年，和Energy為同期競爭的實力舞蹈男團。

| 藝名 | 本名               | 位置   | 現況                                                         |
| Gino | 蔡東威             | 隊長   | 轉投鳳凰藝能，現為主持人與演員。2021年時再度回歸喬傑立娛樂。 |
| 達倫 | 江峻銳改名為江宥玄 | 副隊長 | 往直銷業發展                                                 |
| JR   | 簡孝儒             | 主唱   | 轉投天晴娛樂，現為主持人，將藝名改為「JR紀言愷」。           |
| Kido | 鄭人豪             |        | 退居幕後轉為舞蹈老師                                         |
| 立揚 | 蕭立揚             | 主唱   | 重心轉往中國大陸                                             |

#### 183 Club
- 活躍於2004年～2008年，台灣唯一一組以身高來命名的團體，較以戲劇演出為主，歌曲多搭配成員演出之偶像劇。

| 藝名   | 本名   | 位置                 | 現況 |
| 顏行書 | 顏行書 | 隊長                 | 2008年因重返籃壇而退團，現為執行教練。                                                                   |
| 王少偉 | 王少偉 | 副隊長，同為5566成員 | 2010正式加入哈雯經紀。2013年初與哈雯經紀合約到期。現為自由藝人。                                         |
| 明 道  | 林朝章 |                      | 2010年成立明道工作室，並簽約恆星娛樂。演藝事業重心轉往中國大陸                                           |
| 張又天 | 祝釩剛 | 主唱                 | 2007年解除合約，歸還於紅橘子經紀公司，近年以毒品、緋聞重回版面。現改藝名張又天，演藝事業重心轉往中國大陸 |
| 黃玉榮 | 黃玉榮 | 主唱                 | 現為三立藝能旗下藝人，演出多部三立本土劇。                                                               |

#### 七朵花
- 活躍於2004年～2009年，喬傑立唯一女團，成員戲劇演出較歌唱亮眼。

| 藝名  | 本名                    | 位置                                                        | 現況                                                              |
| 小 僑 | 趙小僑 （原名：趙虹喬） | 團長                                                        | 曾為R&B成員，現為北京風雷動文化傳媒旗下藝人。                     |
| 喬 恩 | 陳喬恩                  | 副團長                                                      | 成立陳喬恩工作室，現為演員。                                      |
| 薇 如 | 賴薇如                  | 財務股長                                                    | 轉投源鑛娛樂，現為通告藝人。                                      |
| 小 潔 | 屈旻潔 （原名：屈智瑄） | 老么                                                        | 轉投聯成娛樂。現為室內設計師。                                    |
| 饅 頭 | 邱麒霏 （原名：邱緯芬） |                                                             | 為了實現自己的夢想，於2005年3月退團並淡出演藝圈，現教小朋友跳舞。 |
| 仔 仔 | 周靂岑                  | 曾為R&B成員，因和Toro傳緋聞於2004年10月退出。於2023年過世。 |                                                                   |
| 宇 婕 | 王宇婕                  | 目前隸屬於華策影視，現為女演員，演出多部三立本土劇。        |                                                                   |

#### 台風
- 活躍時間為2004年～2006年，曾以台灣第一個「視覺系」團體為主打，三人亦有相當的舞蹈實力。

| 藝名   | 本名               | 位置 | 現況                                                             |
| Toro   | 郭葦昀             | 隊長 | 原為Energy成員，後短暫於日本發展，現擔任寰亞電影集團台灣區總監。 |
| 小 村  | 林衍村             |      | 原為舞蹈老師，現回歸本業。                                       |
| 達 倫  | 江峻銳改名為江宥玄 |      | 亦為K ONE成員，於2005年11月加入。                                |
| 連偉孝 | 連偉孝             |      | 培訓期間，因家庭因素關係而退團，故並未以團體成員出道。           |

#### 太極
- 是以「功夫武術」作為其主要特色的團體，最初為六人，原本以樂團形式出道，並無獨立作品。成員亦為SunStar棒球隊隊員。

| 藝名 | 本名   | 位置   | 現況 |
| 太融 | 韓秉融 | 隊長   | 現為藝想台灣總導演、秀卡司娛樂創意總監。                                                                 |
| 太毅 | 林修毅 | 副隊長 | 解散後移居中國大陸，擔任鄉民娛樂有限公司執行長，大雨文化、狐凱爾娛樂的營運長，並擔任經紀人和演唱會導演。 |
| 太凱 | 林元凱 |        | 現為藝想劇團裡的表演者                                                                                   |
| 太欣 | 陳佑欣 |        | |
| 太永 | 鄭坤永 |        | 因家庭因素而退團。                                                                                       |
| 太賢 | 蔣親賢 |        | 初期成員，已退團。                                                                                       |
| 太元 |        |        | 於2006年加入，後退團。                                                                                   |

#### LALA
- R&B的升級版，因虛擬偶像布偶茼萵加入而曾一度改名為「茼萵LALA隊」，僅推出歌曲「跟我一起哇哇」和「 青春再見 Bye-Bye 17 」。柯家恩為喬傑立團體中年紀最小的成員。

| 藝名   | 本名   | 位置     | 現況 |
| 懷 恩  | 吳邦崴 | 隊長     | 原R&B成員。 |
| 佳 峰  | 李佳峰 |          | 原R&B成員。 |
| 家 恩  | 柯家恩 |          | 現為NIKE SB滑板選手 |
| 安東尼 | 謝健忠 |          | 原R&B二代成員。 |
| 罐 頭  | 陳齊祥 |          | 曾任大聲音樂國際股份有限公司經紀事業部副理，曾參與製作客家電視台電視電影-討海人並獲第45屆金鐘獎最佳迷你劇集／電視電影獎，目前擔任中華棒球娛樂推廣協會秘書長、深坑足球委員會總幹事、2015成立星宇藝能娛樂有限公司。 |
| 阿 達  | 林駱達 | 後期退出 | |

#### VJ
- 僅推出歌曲「不夠勇敢」和「怎麼了」。

| 藝名   | 本名   | 位置 | 現況                                       |
| Victor | 劉偉德 |      | 轉投銓美國際，由台灣索尼音樂娛樂發行唱片。 |
| James  | 祝鏘博 |      | 祝釩剛的親哥哥。                           |

#### 魔幻1+1
- 活躍於2009年～2010年，台灣首個以「奇幻魔術」為主打的男子團體。成員皆為魔術師。

| 藝名   | 本名   | 位置 | 現況                       |
| 布萊恩 | 廖舶宇 |      |                            |
| 冠 達  | 吳冠達 |      | 成立冠達娛樂企劃魔術師     |
| 小 凱  | 陳柏凱 |      | 現為"衣架二手名牌店"的店長 |

#### Super131
- 活躍於2012年～2014年。

| 藝名  | 本名   | 位置 | 現況                                                                                          |
| 陽 光 | 余致緯 | 隊長 | 曾轉投聯華娛樂經紀，後來重心轉往中國，為WebTVAsia旗下藝人，並更換藝名為陽羿，目前已退出演藝圈 |
| 巴 飛 | 李祐誠 |      | 曾轉投新亞洲娛樂集團                                                                          |
| 黎 開 | 黎勝柏 |      | 曾轉投聯華娛樂經紀，後來重心轉往中國，為WebTVAsia旗下藝人，目前已退出演藝圈。                 |
| 子 浩 | 吳子浩 |      | 曾轉投新亞洲娛樂集團柯家豪、李冠星合組超級天團，2017年更換藝名為吳承洋。                      |
| 子 豪 | 柯家豪 |      | 曾轉投新亞洲娛樂集團與吳子浩、李冠星合組超級天團，現為祈願樹創意娛樂旗下藝人。                |

### 個人
| 藝人         | 現況                                                                                         |
| 王心凌       | 出道三年內之戲劇約。經紀約於大聲娛樂，2010年自立門戶，創立天晴娛樂。                         |
| 李興文       |                                                                                              |
| 吳東諺       | 現為民視鳳凰藝能經紀公司旗下藝人。                                                           |
| 林可唯       | 往八點檔發展，解約。                                                                         |
| 宋智愛       | 已退出演藝圈。                                                                               |
| 曾安琪       | 原名為方子萱，2010年加入鳳凰藝能經紀公司成為旗下藝人，多演本土劇。在2015年合约到期并没有续约 |
| 朱木炎       | 前跆拳道奧運國手。                                                                           |
| 高山峰       | 現為通告藝人。                                                                               |
| 張宇文(哥哥) | 與張宇豪為雙胞胎，后来合约到期并没有续约。                                                   |
| 張宇豪(弟弟) | 與張宇文為雙胞胎，后来合约到期并没有续约。                                                   |
| 姜潮         | 中國大陸男歌手.演員，現為天娛傳媒旗下藝人。                                                  |

## 共同作品
- 2004年8月 歌曲《因爲愛》
- 2004年8月《5566 龍之神武演唱會》
- 2004年12月《J-star 愛在星光演唱會 & DVD》
- 2005年《愛的奇蹟 喬傑立巨星最紅偶像劇情歌精選》
- 2005年《愛的奇蹟 迷你偶像劇》
- 2005年4月 大甲鎮瀾宮演唱會
- 2005年5月 南投花卉嘉年華
- 2006年1月20日《愛的奇蹟II 跳舞吧!J-star》
- 2007年2月9日《愛的奇蹟III 搖滾萬歲 J-Star》

## 外部連結
- 台灣公司資料 （页面存档备份，存于）